# Copa del Mundo de ciclismo en pista de 2018-2019
La 27.ª edición de la Copa del Mundo de ciclismo en pista para el año 2018-2019 fue una serie de varias competencias de Ciclismo en pista realizado entre el 19 de octubre de 2018 y el 27 de enero de 2019 bajo la organización de la Unión Ciclista Internacional (UCI).

## Pruebas
La temporada de la Copa del Mundo se realizaron seis competencias en diferentes países en la categoría CDM.
| Fecha                                     | País          | Lugar                     |
| ----------------------------------------- | ------------- | ------------------------- |
| 19 al 21 de octubre de 2018               | Francia       | Saint-Quentin-en-Yvelines |
| 26 al 28 de octubre de 2018               | Canadá        | Milton                    |
| 30 de noviembre al 2 de diciembre de 2018 | Alemania      | Berlín                    |
| 14 al 16 de diciembre de 2018             | Reino Unido   | Londres                   |
| 18 al 20 de enero de 2019                 | Nueva Zelanda | Cambridge                 |
| 25 al 27 de enero de 2019                 | Hong Kong     | Hong Kong                 |

### Saint-Quentin-en-Yvelines, Francia
La primera ronda se celebró en la ciudad de Saint-Quentin-en-Yvelines en Francia. La carrera se llevó a cabo durante tres días completos entre el 19 y el 21 de octubre de 2018 en el velódromo nacional de Saint-Quentin-en-Yvelines. El velódromo también acogió el Campeonato Europeo de Ciclismo en Pista de 2016 y será la sede de las pruebas de ciclismo en pista de los Juegos Olímpicos de París 2024. Tiene capacidad para 6.000 espectadores.

### Milton, Canadá
La segunda ronda se celebró en Milton en Canadá. Esta ronda se llevó a cabo entre el 26 y el 28 de octubre de 2018 en el velódromo del Centro Nacional de Ciclismo Mattamy. La sede fue construida para los Juegos Panamericanos y Parapanamericanos de 2015 que se celebraron en Toronto. Es el único velódromo interior homologado en Clase 1 UCI en Canadá.

### Berlín, Alemania
La tercera ronda se celebró en Berlín en Alemania. La carrera se llevó a cabo durante tres días completos entre el 30 de noviembre y el 2 de diciembre de 2018 en el Velódromo de Berlín. Desde 1997 el lugar acoge las competencias de ciclismo de pista de los Seis días de Berlín.

### Londres, Reino Unido
La cuarta ronda se celebró en Londres en el Reino Unido. Esta ronda se realizó entre el 14 y el 16 de diciembre de 2018 en el Velódromo de Londres. El lugar tiene capacidad para 6750 espectadores y también se ha utilizado para la serie de circuitos de la British Revolution y fue el lugar donde el 7 de junio de 2015 el exciclista Bradley Wiggins batió el récord de la hora con una marca de 54,526 km, superando en 1589 m al anterior.

### Cambridge, Nueva Zelanda
La penúltima ronda de esta temporada de la Copa del Mundo se celebró en Cambridge en Nueva Zelanda. Esta ronda se realizó entre el 18 y el 20 de enero de 2019 en el Avantidrome. El velódromo ha sido sede de la Copa del Mundo de ciclismo en pista de 2015-2016 y los Juegos Mundiales Masters.

### Hong Kong
La ronda final de la Copa del Mundo tuvo lugar en el Velódromo de la Arena de Minsk en Hong Kong, esta ronda se realizó entre el 25 y el 27 de enero de 2019. El velódromo ha sido sede de la Copa del Mundo de ciclismo en pista de 2015-2016 y del Campeonato Mundial de Ciclismo en Pista de 2017.

## Resultados

### Masculinos
| Evento                                                  | Ganador                                                                                        | Segundo                                                                                     | Tercero                                                                                  |
| Saint-Quentin-en-Yvelines (19 al 21 de octubre de 2018) | Saint-Quentin-en-Yvelines (19 al 21 de octubre de 2018)                                        | Saint-Quentin-en-Yvelines (19 al 21 de octubre de 2018)                                     | Saint-Quentin-en-Yvelines (19 al 21 de octubre de 2018)                                  |
| ------------------------------------------------------- | ---------------------------------------------------------------------------------------------- | ------------------------------------------------------------------------------------------- | ---------------------------------------------------------------------------------------- |
| Velocidad Detalles                                      | Matthew Glaetzer +0.067/10.200/10.398                                                          | Harrie Lavreysen 9.947/+0.018/+0.297                                                        | Jeffrey Hoogland 10.498/10.508                                                           |
| Velocidad por equipos Detalles                          | Países Bajos Roy van den Berg Jeffrey Hoogland Sam Ligtlee 42.939                              | Francia Grégory Baugé Sébastien Vigier Michaël D'Almeida 43.566                             | Rusia Pavel Yakushevskiy Denís Dmítriyev Shane Perkins 43.771                            |
| Persecución por equipos Detalles                        | Dinamarca Julius Johansen Lasse Norman Hansen Rasmus Pedersen Casper von Folsach               | Reino Unido Oliver Wood Mark Stewart Ed Clancy Kian Emadi                                   | Italia Michele Scartezzini Liam Bertazzo Filippo Ganna Francesco Lamon                   |
| Keirin Detalles                                         | Yuta Wakimoto 10.249                                                                           | Eddie Dawkins +0.079                                                                        | Krzysztof Maksel +0.128                                                                  |
| Carrera por puntos Detalles                             | Moritz Malcharek 53 pts                                                                        | Mark Stewart 45 pts                                                                         | Jristos Volikakis 43 pts                                                                 |
| Scratch Detalles                                        | Stefan Matzner                                                                                 | Leigh Howard                                                                                | Adrien Garel                                                                             |
| Madison Detalles                                        | Dinamarca Lasse Norman Hansen Michael Mørkøv 39 pts                                            | Polonia Wojciech Pszczolarski Daniel Staniszewski 19 pts                                    | Australia Kelland O'Brien Leigh Howard 17 pts                                            |
| Omnium Detalles                                         | Albert Torres 174 pts                                                                          | Oliver Wood 142 pts                                                                         | Benjamin Thomas 139 pts                                                                  |
| Milton (26 al 28 de octubre de 2018)                    |                                                                                                |                                                                                             |                                                                                          |
| Velocidad Detalles                                      | Matthew Glaetzer +0.101/10.085/10.271                                                          | Harrie Lavreysen 9.912/+0.040/+0.093                                                        | Jeffrey Hoogland 10.000/9.956                                                            |
| Velocidad por equipos Detalles                          | Países Bajos Nils van 't Hoenderdaal Harrie Lavreysen Jeffrey Hoogland Sam Ligtlee 42.828      | BEAT Cycling Club Roy van den Berg Theo Bos Matthijs Büchli 43.306                          | Reino Unido Ryan Owens Philip Hindes Jason Kenny 43.126                                  |
| Persecución por equipos Detalles                        | Dinamarca Casper von Folsach Lasse Norman Hansen Julius Johansen Rasmus Pedersen 3:53.499      | HUUB Wattbike Test Team John Archibald Daniel Bigham Harry Tanfield Jonathan Wale 3:56.699  | Reino Unido Oliver Wood Steven Burke Ed Clancy Kian Emadi Mark Stewart 3:54.134          |
| Keirin Detalles                                         | Jason Kenny 10.335                                                                             | Hugo Barrette +0.042                                                                        | Matthijs Büchli +0.089                                                                   |
| Scratch Detalles                                        | Vitaliy Hryniv                                                                                 | Oliver Wood                                                                                 | Jristos Volikakis                                                                        |
| Madison Detalles                                        | Dinamarca Casper von Folsach Julius Johansen 38 pts                                            | Reino Unido Mark Stewart Oliver Wood 28 pts                                                 | Estados Unidos Daniel Holloway Adrian Hegyvary 25 pts                                    |
| Ómnium Detalles                                         | Benjamin Thomas 144 pts                                                                        | Mark Stewart 134 pts                                                                        | Campbell Stewart 132 pts                                                                 |
| Berlín (30 de noviembre al 2 de diciembre de 2018)      |                                                                                                |                                                                                             |                                                                                          |
| Velocidad Detalles                                      | Matthew Glaetzer 10.223/10.443                                                                 | Matthijs Büchli +0.032/+0.032                                                               | Rayan Helal 10.419/10.381                                                                |
| Velocidad por equipos Detalles                          | Países Bajos Harrie Lavreysen Jeffrey Hoogland Nils van 't Hoenderdaal Sam Ligtlee 42.467      | Reino Unido Jason Kenny Philip Hindes Ryan Owens Jack Carlin 42.981                         | Alemania Joachim Eilers Timo Bichler Stefan Bötticher Maximilian Levy 43.778             |
| Persecución por equipos Detalles                        | Australia Alexander Porter Kelland O'Brien Leigh Howard Cameron Scott 3:51.210                 | Dinamarca Lasse Norman Hansen Casper von Folsach Julius Johansen Rasmus Pedersen 3:54.703   | Canadá Derek Gee Michael Foley Aidan Caves Jay Lamoureux Adam Jamieson 3:56.339          |
| Kilómetro Contrarreloj Detalles                         | Joachim Eilers 1:00.645                                                                        | Quentin Lafargue 1:00.660                                                                   | Theo Bos 1:00.868                                                                        |
| Keirin Detalles                                         | Matthijs Büchli 10.483                                                                         | Matthew Glaetzer +0.213                                                                     | Azizulhasni Awang +0.240                                                                 |
| Omnium Detalles                                         | Sam Welsford 128 pts                                                                           | Albert Torres 118 pts                                                                       | Jan-Willem van Schip 113 pts                                                             |
| Madison Detalles                                        | Dinamarca Lasse Norman Hansen Casper von Folsach 44 pts                                        | Reino Unido Oliver Wood Mark Stewart 30 pts                                                 | Alemania Roger Kluge Theo Reinhardt 24 pts                                               |
| Londres (14 al 16 de diciembre de 2018)                 |                                                                                                |                                                                                             |                                                                                          |
| Velocidad Detalles                                      | Harrie Lavreysen 10.108/10.282                                                                 | Matthew Glaetzer +0.092/+0.411                                                              | Jeffrey Hoogland +0.021/10.595/10.294                                                    |
| Velocidad por equipos Detalles                          | Países Bajos Harrie Lavreysen Matthijs Büchli Roy van den Berg Jeffrey Hoogland 42.789         | Reino Unido Ryan Owens Philip Hindes Joseph Truman Jason Kenny 44.186                       | Alemania Joachim Eilers Timo Bichler Maximilian Levy 44.001                              |
| Persecución por equipo Detalles                         | HUUB Wattbike Test Team John Archibald Ashton Lambie Daniel Bigham Jonathan Wale 3:57.726      | Bélgica Fabio Van den Bossche Robbe Ghys Kenny De Ketele Lindsay De Vylder 3:59.014         | Reino Unido Matthew Walls Fred Wright Ethan Vernon William Tidball Ethan Hayter 3:59.609 |
| Keirin Detalles                                         | Matthijs Büchli 10.315                                                                         | Azizulhasni Awang +0.033                                                                    | Theo Bos +0.180                                                                          |
| Omnium Detalles                                         | Matthew Walls 131 pts                                                                          | Ignacio Prado 123 pts                                                                       | Elia Viviani 114 pts                                                                     |
| Madison Detalles                                        | Dinamarca Julius Johansen Casper von Folsach 46 pts                                            | Reino Unido Matthew Walls Fred Wright 30 pts                                                | España Sebastián Mora Albert Torres 21 pts                                               |
| Cambridge (18 al 20 de enero de 2019)                   |                                                                                                |                                                                                             |                                                                                          |
| Velocidad Detalles                                      | Nathan Hart 10.391/10.115                                                                      | Mateusz Rudyk +0.345/+0.107                                                                 | Sébastien Vigier 10.298/+0.023/10.342                                                    |
| Velocidad por equipos Detalles                          | Nueva Zelanda Ethan Mitchell Sam Webster Eddie Dawkins 43.121                                  | Australia Nathan Hart Jacob Schmid Thomas Clarke 43.734                                     | Francia Grégory Baugé Sébastien Vigier Michaël D'Almeida Quentin Lafargue 43.328         |
| Persecución por equipo Detalles                         | Nueva Zelanda Regan Gough Campbell Stewart Jordan Kerby Nicholas Kergozou Tom Sexton 3:50.159  | Canadá Aidan Caves Derek Gee Adam Jamieson Jay Lamoureux Vincent De Haître 3:53.156         | Suiza Claudio Imhof Stefan Bissegger Frank Pasche Cyrille Thièry Lukas Rüegg 3:55.204    |
| Keirin Detalles                                         | Eddie Dawkins 10.266                                                                           | Quentin Lafargue +0.051                                                                     | Yudai Nitta +0.070                                                                       |
| Scratch Detalles                                        | Jristos Volikakis                                                                              | Théry Schir                                                                                 | Stefan Matzner                                                                           |
| Omnium Detalles                                         | Claudio Imhof 113 pts                                                                          | Raman Tsishkou 112 pts                                                                      | Liam Bertazzo 108 pts                                                                    |
| Madison Detalles                                        | Nueva Zelanda Campbell Stewart Aaron Gate 76 pts                                               | Países Bajos Yoeri Havik Roy Pieters 30 pts                                                 | Estados Unidos Daniel Holloway Adrian Hegyvary 26 pts                                    |
| Hong Kong (25 al 27 de enero de 2019)                   |                                                                                                |                                                                                             |                                                                                          |
| Velocidad Detalles                                      | Thomas Clarke 10.823/10.418                                                                    | James Brister +0.015/+0.077                                                                 | Xu Chao 10.258/10.319                                                                    |
| Velocidad por equipos Detalles                          | Australia Matthew Richardson Thomas Clarke James Brister 43.815                                | Japón Kazuki Amagai Yudai Nitta Tomohiro Fukaya 44.148                                      | Portugal Mateusz Miłek Maciej Bielecki Patryk Rajkowski 44.202                           |
| Persecución por equipo Detalles                         | Italia Liam Bertazzo Francesco Lamon Filippo Ganna Davide Plebani Michele Scartezzini 3:53.478 | Estados Unidos Daniel Summerhill Ashton Lambie Colby Lange Eric Young Gavin Hoover 3:59.215 | Australia Godfrey Slattery Jarrad Drizners Conor Leahy Lucas Plapp Sam Welsford 3:57.423 |
| Keirin Detalles                                         | Theo Bos 10.535                                                                                | Tomoyuki Kawabata +0.024                                                                    | Oh Je-seok +0.083                                                                        |
| Scratch Detalles                                        | Guo Liang                                                                                      | Adrian Hegyvary                                                                             | Clément Davy                                                                             |
| Omnium Detalles                                         | Cameron Meyer 134 pts                                                                          | Campbell Stewart 116 pts                                                                    | Niklas Larsen 114 pts                                                                    |
| Madison Detalles                                        | Nueva Zelanda Thomas Sexton Campbell Stewart 33 pts                                            | Australia Sam Welsford Kelland O'Brien 29 pts                                               | Francia Benjamin Thomas Florian Maitre 21 pts                                            |

### Femeninos
| Evento                                                  | Ganador                                                                                             | Segundo                                                                                   | Tercero                                                                                             |
| Saint-Quentin-en-Yvelines (19 al 21 de octubre de 2018) | Saint-Quentin-en-Yvelines (19 al 21 de octubre de 2018)                                             | Saint-Quentin-en-Yvelines (19 al 21 de octubre de 2018)                                   | Saint-Quentin-en-Yvelines (19 al 21 de octubre de 2018)                                             |
| ------------------------------------------------------- | --------------------------------------------------------------------------------------------------- | ----------------------------------------------------------------------------------------- | --------------------------------------------------------------------------------------------------- |
| Velocidad Detalles                                      | Lee Wai Sze 11.380/10.979                                                                           | Stephanie Morton +0.002/+0.190                                                            | Daria Shmeliova +0.026/11.568/11.648                                                                |
| Velocidad por equipos Detalles                          | Gazprom-RusVelo Daria Shmeliova Anastasiya Vóinova 32.820                                           | Australia Kaarle McCulloch Stephanie Morton 32.821                                        | Rusia Olena Starikova Lyubov Basova 33.095                                                          |
| Persecución por equipos Detalles                        | Australia Kristina Clonan Ashlee Ankudinoff Georgia Baker Macey Stewart 4:16.957                    | Nueva Zelanda Bryony Botha Rushlee Buchanan Holly Edmondston Kirstie James 4:17.560       | Italia Letizia Paternoster Elisa Balsamo Marta Cavalli Silvia Valsecchi 4:19.428                    |
| Keirin Detalles                                         | Laurine van Riessen 11.408                                                                          | Daria Shmeliova +0.025                                                                    | Lee Wai Sze +0.073                                                                                  |
| Carrera por puntos Detalles                             | Maria Giulia Confalonieri 34 pts                                                                    | Ganna Solovei 33 pts                                                                      | Charlotte Becker 30 pts                                                                             |
| Scratch Detalles                                        | Ashlee Ankudinoff                                                                                   | Megan Barker                                                                              | Daria Pikulik                                                                                       |
| Madison Detalles                                        | Dinamarca Amalie Dideriksen Julie Leth 23 pts                                                       | Reino Unido Neah Evans Emily Kay 23 pts                                                   | Australia Georgia Baker Macey Stewart 19 pts                                                        |
| Omnium Detalles                                         | Kirsten Wild 125 pts                                                                                | Letizia Paternoster 116 pts                                                               | Neah Evans 109 pts                                                                                  |
| Milton (26 al 28 de octubre de 2018)                    | |                                                                                           | |
| Velocidad Detalles                                      | Lee Wai Sze 11.361/11.353                                                                           | Emma Hinze +0.091/+0.138                                                                  | Stephanie Morton +0.056/11.322                                                                      |
| Velocidad por equipos Detalles                          | Australia Stephanie Morton Kaarle McCulloch 32.456                                                  | Alemania Emma Hinze Miriam Welte 32.693                                                   | Rusia Daria Shmeliova Anastasiya Vóinova 32.692                                                     |
| Persecución por equipos Detalles                        | Reino Unido Laura Kenny Katie Archibald Elinor Barker Eleanor Dickinson 4:18.138                    | Italia Elisa Balsamo Marta Cavalli Simona Frapporti Silvia Valsecchi 4:21.936             | Nueva Zelanda Rushlee Buchanan Kirstie James Bryony Botha Holly Edmondston Ellesse Andrews 4:19.247 |
| Keirin Detalles                                         | Madalyn Godby 11.376                                                                                | Stephanie Morton +0.050                                                                   | Martha Bayona +0.090                                                                                |
| Scratch Detalles                                        | Aleksandra Goncharova                                                                               | Olivija Baleišytė                                                                         | Jennifer Valente                                                                                    |
| Madison Detalles                                        | Reino Unido Katie Archibald Elinor Barker 36 pts                                                    | Dinamarca Amalie Dideriksen Julie Leth 19 pts                                             | Canadá Allison Beveridge Stephanie Roorda 13 pts                                                    |
| Ómnium Detalles                                         | Laura Kenny 133 pts                                                                                 | Lizbeth Salazar Vazquez 115 pts                                                           | Jennifer Valente 113 pts                                                                            |
| Berlín (30 de noviembre al 2 de diciembre de 2018)      | |                                                                                           | |
| Velocidad Detalles                                      | Stephanie Morton 11.412/11.380                                                                      | Anastasiya Vóinova +0.071/+0.182                                                          | Olena Starikova 11.534/+0.015/11.416                                                                |
| Velocidad por equipos Detalles                          | Rusia Daria Shmeliova Anastasiya Vóinova 32.633                                                     | Alemania Miriam Welte Emma Hinze Pauline Grabosch 32.922                                  | República Popular China Zhong Tianshi Lin Junhong 33.336                                            |
| Persecución por equipos Detalles                        | Reino Unido Katie Archibald Emily Kay Laura Kenny Emily Nelson Jessica Roberts 4:16.153             | Australia Annette Edmondson Ashlee Ankudinoff Georgia Baker Amy Cure 4:16.413             | Canadá Allison Beveridge Ariane Bonhomme Annie Foreman-Mackey Stephanie Roorda Kinley Gibson        |
| 500m Contrarreloj Detalles                              | Olena Starikova 33.210                                                                              | Miriam Welte 33.400                                                                       | Daria Shmeliova 32.435                                                                              |
| Keirin Detalles                                         | Laurine van Riessen 11.151                                                                          | Emma Hinze +0.071                                                                         | Yuka Kobayashi +0.128                                                                               |
| Omnium Detalles                                         | Katie Archibald 132 pts                                                                             | Letizia Paternoster 118 pts                                                               | Jennifer Valente 116 pts                                                                            |
| Madison Detalles                                        | Reino Unido Laura Kenny Emily Nelson 37 pts                                                         | Dinamarca Amalie Dideriksen Julie Leth 28 pts                                             | Bélgica Lotte Kopecky Jolien D'Hoore 14 pts                                                         |
| Londres (14 al 16 de diciembre de 2018)                 | |                                                                                           | |
| Velocidad Detalles                                      | Stephanie Morton 11.212/11.196                                                                      | Emma Hinze +0.031/+0.076                                                                  | Laurine van Riessen 11.448/11.336                                                                   |
| Velocidad por equipos Detalles                          | República Popular China Zhong Tianshi Lin Junhong 32.771                                            | Alemania Emma Hinze Miriam Welte Pauline Grabosch 32.808                                  | Países Bajos Kyra Lamberink Shanne Braspennincx Hetty van de Wouw 33.145                            |
| Persecución por equipo Detalles                         | Reino Unido Laura Kenny Katie Archibald Neah Evans Eleanor Dickinson Elinor Barker                  | Reino Unido Christina Birch Kelly Catlin Kimberly Geist Emma White Jennifer Valente       | Italia Elisa Balsamo Vittoria Guazzini Simona Frapporti Silvia Valsecchi 4:23.765                   |
| Keirin Detalles                                         | Stephanie Morton 11.297                                                                             | Daria Shmeliova +0.012                                                                    | Urszula Łoś +0.012                                                                                  |
| Omnium Detalles                                         | Kirsten Wild 124 pts                                                                                | Jennifer Valente 118 pts                                                                  | Allison Beveridge 106 pts                                                                           |
| Madison Detalles                                        | Reino Unido Katie Archibald Laura Kenny 34 pts                                                      | Australia Amy Cure Annette Edmondson 19 pts                                               | Bélgica Jolien D'Hoore Lotte Kopecky 17 pts                                                         |
| Cambridge (18 al 20 de enero de 2019)                   | |                                                                                           | |
| Velocidad Detalles                                      | Lee Wai Sze 11.208/11.142                                                                           | Olena Starikova +0.226/+0.151                                                             | Kaarle McCulloch +0.022/11.576/11.498                                                               |
| Velocidad por equipos Detalles                          | República Popular China Song Chaorui Bao Shanju 33.460                                              | Francia Sandie Clair Mathilde Gros 33.624                                                 | Polonia Marlena Karwacka Urszula Łoś 33.710                                                         |
| Persecución por equipo Detalles                         | Nueva Zelanda Racquel Sheath Bryony Botha Rushlee Buchanan Kirstie James Michaela Drummond 4:16.028 | Canadá Allison Beveridge Ariane Bonhomme Annie Foreman-Mackey Georgia Simmerling 4:17.270 | Italia Elisa Balsamo Letizia Paternoster Martina Alzini Marta Cavalli 4:18.069                      |
| Keirin Detalles                                         | Lee Wai Sze 11.408                                                                                  | Katy Marchant +0.004                                                                      | Lyubov Basova +0.080                                                                                |
| Scratch Detalles                                        | Martina Fidanza                                                                                     | Daria Pikulik                                                                             | Jessy Hodges                                                                                        |
| Omnium Detalles                                         | Claudio Imhof 113 pts                                                                               | Raman Tsishkou 112 pts                                                                    | Liam Bertazzo 108 pts                                                                               |
| Madison Detalles                                        | Bélgica Jolien D'Hoore Lotte Kopecky 39 pts                                                         | Italia Letizia Paternoster Maria Giulia Confalonieri 27 pts                               | Nueva Zelanda Racquel Sheath Rushlee Buchanan 9 pts                                                 |
| Hong Kong (25 al 27 de enero de 2019)                   | |                                                                                           | |
| Velocidad Detalles                                      | Lee Wai Sze 11.545/11.793                                                                           | Lee Hye-jin +0.477/+1.233                                                                 | Simona Krupeckaitė 11.440/11.453                                                                    |
| Velocidad por equipos Detalles                          | República Popular China Lin Junhong Zhong Tianshi Guo Yufang 32.934                                 | Ucrania Olena Starikova Lyubov Basova 33.430                                              | Lituania Miglė Marozaitė Simona Krupeckaitė 33.480                                                  |
| Persecución por equipo Detalles                         | Italia Elisa Balsamo Letizia Paternoster Martina Alzini Marta Cavalli 4:17.833                      | Alemania Franziska Brauße Gudrun Stock Charlotte Becker Lisa Klein 4:23.289               | Nueva Zelanda Lauren Ellis Ellesse Andrews Michaela Drummond Emily Shearman Jessy Hodges 4:21.331   |
| Keirin Detalles                                         | Lee Wai Sze 11.253                                                                                  | Riyu Oita +0.088                                                                          | Jessica Lee +0.142                                                                                  |
| Scratch Detalles                                        | Martina Fidanza                                                                                     | Alex Martin-Wallace                                                                       | Jolien D'Hoore                                                                                      |
| Omnium Detalles                                         | Kirsten Wild 137 pts                                                                                | Laurie Berthon 114 pts                                                                    | Alexandra Manly 109 pts                                                                             |
| Madison Detalles                                        | Nueva Zelanda Kirsten Wild Amy Pieters 29 pts                                                       | Bélgica Lotte Kopecky Jolien D'Hoore 24 pts                                               | Italia Elisa Balsamo Maria Giulia Confalonieri 12 pts                                               |

## Clasificaciones finales
- Las clasificaciones finalizaron de la siguiente forma:[2]

### Países
| Pos | País/Equipo   | Saint-Quentin-en-Yvelines | Milton | Berlín | Londres | Cambridge | Hong Kong | Total   |
| --- | ------------- | ------------------------- | ------ | ------ | ------- | --------- | --------- | ------- |
| 1.  | Australia     | 6315,0                    | 3375,0 | 5225,0 | 2475,0  | 4265,0    | 6386,0    | 28041,0 |
| 2.  | Reino Unido   | 6837,5                    | 6251,0 | 5876,0 | 6526,0  | 950,0     | 350,0     | 26790,5 |
| 3.  | Alemania      | 5415,0                    | 4991,0 | 5885,0 | 4190,0  | 530,0     | 4218,5    | 25229,5 |
| 4.  | Francia       | 5435,0                    | 5687,5 | 1975,0 | 3840,0  | 2825,0    | 4540,0    | 24302,5 |
| 5.  | Italia        | 4551,0                    | 2978,0 | 3435,0 | 3190,0  | 3900,0    | 4625,0    | 22679,0 |
| 6.  | Polonia       | 4839,5                    | 3484,5 | 3484,5 | 3844,5  | 3160,0    | 3632,0    | 22092,5 |
| 7.  | Nueva Zelanda | 5060,0                    | 4588,5 | -      | 225,0   | 7000,0    | 3321,0    | 20194,5 |
| 8.  | Países Bajos  | 4636,0                    | 3225,0 | 5360,0 | 4500,0  | 860,0     | 1500,0    | 20081,0 |
| 9.  | Ucrania       | 3876,0                    | 1805,0 | 2725,0 | 2016,0  | 3575,0    | 2855,0    | 16852,0 |
| 10. | Rusia         | 3740,0                    | 3235,0 | 3423,5 | 1305,5  | 2628,5    | 2186,0    | 16518,5 |